# Mikael Nydahl
Mikael Nydahl, född 13 maj 1973 i Fosie församling, Malmöhus län, är en svensk översättare från ryska, ukrainska och engelska, tidigare förläggare på Ariel förlag och lärare i litterär översättning på akademi Valand i Göteborg. Nydahl har översatt bland andra Gennadij Ajgi, Alisa Ganijeva, Michail Sjisjkin, Sasja Filipenko och Olga Slavnikova.

## Priser och utmärkelser
- 2021 – Elsa Swenson-stipendiet, för att han "vidgar perspektiven inte bara på våra grannländer, utan på hela världen."[3]
- 2022 – Gun och Olof Engqvists stipendium.[4]
- 2022 – Kristianstadsbladets kultur- och nöjespris[5]
- 2024 – Samfundet De Nios Särskilda pris[6]